# II. Henri de Bourbon-Condé
II. (Utószülött) Henri de Bourbon-Condé (Saint-Jean-d’Angély, Saintes mellett, 1588. szeptember 1. – Párizs, 1646. december 26.), a Bourbon királyi család tagja, Condé 3. hercege, a francia király fővadászmestere (grand veneur et grand louvetier de France).

## Élete
A protestáns I. Henri de Bourbon-Condé herceg (1552–1588) és Charlotte-Catherine de la Trémoille hercegnő (1568–1629) fia. Apjának halála után látta meg a napvilágot. Katolikus hitben nevelték fel. IV. Henrik király első vér szerinti fiának megszületéséig ő volt a francia királyi trón örököse (premier prince de sang).
1626-tól Richelieu bíborossal együtt harcolt a hugenották ellen.
1635-től Burgundia mellett Lotaringia kormányzója volt.

## Házasságok, utódok
1609-ben IV. Henrik házasította őt össze Charlotte Marguerite de Montmorency hercegnővel (1594–1650), Châteaubriant és Derval bárókisasszonyával, I. Henri de Montmorency herceg (1534–1614) és Antoinette de La Marck (1542–1591) leányával, a felségárulásért kivégzett II. Henri de Montmorency herceg (1595–1632) nővérével, a hírneves Anne de Montmorency connétable unokájával, akit a király saját szeretőjéül szemelt ki, de Henri herceg megszöktette és Brüsszelben a spanyol király védelme alá helyezte fiatal feleségét, aki csak IV. Henrik meggyilkolása (1610) után tért vissza a francia udvarba. E házasságból három gyermek érte meg a felnőttkort:
- Anne Geneviève de Bourbon (1619–1679), aki II. Henri d’Orléans-hoz, Longueville hercegéhez ment feleségül.
- Louis de Bourbon, Enghien hercege (1621–1686), majd Condé 4. hercege, a „Nagy Condé”, aki Claire-Clémence de Maillé-Brézé márkinőt vette feleségül.
- Armand de Bourbon, Conti hercege (1629–1666), királyi főlovászmester, aki Anne Marie Martinozzi grófkisasszonyt vette feleségül.

| Előző uralkodó: (I.) Henri de Bourbon Enghien 2. hercege | Enghien hercege 1588 – 1621 Bourbon-ház, Condé-ág | Következő uralkodó: (II.) Louis de Bourbon Enghien 4. hercege |

| Előző uralkodó: (I.) Henri de Bourbon Condé 2. hercege | Condé hercege 1588 – 1646 Bourbon-ház, Condé-ág | Következő uralkodó: (II.) Louis de Bourbon Condé 4. hercege |